# Каралис, Эммануил
Эммануил Каралис (греч. Εμμανουήλ Καραλής; род. 20 октября 1999, Ханья) — греческий легкоатлет, специалист по прыжкам с шестом. Выступает на профессиональном уровне с 2015 года, обладатель бронзовой медали чемпионата мира в помещении, серебряный призёр чемпионата Европы 2024, серебряный призёр чемпионата Европы в помещении, двукратный чемпион Балкан, многократный чемпион Греции, участник летних Олимпийских игр в Токио.

## Биография
Эммануил Каралис родился 20 октября 1999 года в городе Ханья, Греция. Его отец — грек, а мать — угандийка.
Первого серьёзного успеха на международном уровне добился в сезоне 2015 года, когда вошёл в состав греческой сборной и выступил на юношеском мировом первенстве в Кали, где в зачёте прыжков с шестом выиграл бронзовую медаль.
В 2016 году в той же дисциплине одержал победу на юношеском европейском первенстве в Тбилиси, стал четвёртым на юниорском мировом первенстве в Быдгоще.
В 2017 году занял 11-е место на чемпионате Европы в помещении в Белграде, провалил все попытки на юниорском европейском первенстве в Гроссето, принял участие в чемпионате мира в Лондоне.
В 2018 году был пятым на чемпионате мира в помещении в Бирмингеме.
В 2019 году стал четвёртым на чемпионате Европы в помещении в Глазго, завоевал серебряную награду на молодёжном европейском первенстве в Евле, превзошёл всех соперников на чемпионате Балкан в Правеце, выступил на чемпионате мира в Дохе.
В 2021 году победил на чемпионате Балкан в Смедерево, получил серебро на молодёжном европейском первенстве в Таллине. Благодаря череде успешных выступлений удостоился права защищать честь страны на летних Олимпийских играх в Токио — в финале прыжков с шестом показал результат 5,80 метра, расположившись в итоговом протоколе соревнований на четвёртой строке.
В 2022 году прыгал с шестом на чемпионате мира в Орегоне и на чемпионате Европы в Мюнхене, в обоих случаях в финал не вышел.
В 2023 году стал серебряным призёром на чемпионате Европы в помещении в Стамбуле и на Европейских играх в Кракове. Участвовал в чемпионате мира в Будапеште, где, однако, не показал никакого результата.
В 2024 году взял бронзу на чемпионате мира в помещении в Глазго, прошёл отбор на Олимпийские игры в Париже.